# Ново бърдо (община)
Вижте пояснителната страница за други значения на Ново бърдо.
Община Ново бърдо (на сръбски: Општина Ново Брдо, на албански: Komuna e Novobërdës) е община в Прищински окръг, Косово. Има площ от 204 км2, а населението е 7121 души, по приблизителна оценка за 2019 г. Неин административен център е град Ново бърдо.